# Mehaničko kretanje
Mehaničko kretanje je najjednostavniјe kretanje u prirodi. To je promena položaja nekog tela u odnosu na neko drugo telo. Telo u odnosu na koje određujemo da li se neko telo kreće ili miruje nazivamo referentno telo.

## Kretanje
Kretanje je prirodno stanje materije. Ne postoji apsolutno mirovanje tela. Kaže se da su sva kretanja relativna tj. zavise od izbora referentnog tela. Na primer, putnici u automobilu miruju u odnosu na automobil i u odnosu na druge putnike. Međutim, oni se kreću u odnosu na put, Zemlju i nepomične objekte na koje se položaj i kretanje datog tela najlakše određuje, na primjer: Zemlja ili neki nepomični objekat, Sunce i druge zvezde i tako dalje. Odabranom referentnom telu pridružuje se odgovarajući koordinatni sistem. Koordinatni sistem u čijem se početku nalazi referentno telo naziva se sistem referencije ili referentni sistem.

## Elementi kretanja
Elementi kretanja su:
- materijalna tačka - telo možemo prikazati materijalnom tačkom ako su njegove dimenzije manje od dužine puta kojim se telo kreće;
- putanja ili trajektorija - linija po kojoj se telo kreće, može da bude prava ili kriva;
- pređeni put (ili samo put) - obilježava se oznakom {\displaystyle s}, jednak je dužini putanje ili koju telo pređe za određeno vreme ili samo jednom njenom delu. Izražava se u mernim jedinicama dužine - metrima ({\displaystyle m}), kilometrima ({\displaystyle km}), centimetrima ({\displaystyle cm})...
- proteklo vreme - vreme za koje telo pređe određeni put ili jedan njegov deo, izražavamo ga jedinicama vremena - sekundama ({\displaystyle s}), satima ({\displaystyle h})...

```
Brzina ==
```

Brzina je karakteristika kretanje tela, u fizici obeležava se malim, pisanim latiničnim slovom {\displaystyle v}.

Telo koje u toku određenog vremena pređe duži put, kreće se većom brzinom. U opštem slučaju, brzina mehaničkog kretanja tela definiše se kao količnik pređenog puta i proteklog vremena. Brzina je brojno jednaka pređenom putu u jedinici vremena. 

Brzina tela, osim vrednosti, odnosno njenih intenziteta, potpunije određuje pravac i smer kretanja tela. Na primer, da bi se saznalo gde se nalazi avion koji je uzleteo pre dva časa iz Beograda, potrebno je, osim vrednosti brzine aviona, znati pravac i smer njegovog leta. Treba imati u vidu i da svaki pravac ima dva smera. Put koji povezuje Šamac i Modriču određuje pravac. Kretanje automobila ovim pravcem može biti usmereno od Modriče ka Šamcu (to je jedan smer) i od Šamca ka Modriči (drugi smer, odnosno suprotan smer).

Jedinice za brzinu su izvedene iz jedinica puta (dužine) i jedinica vremena. Jedinica za brzinu u Međunarodnom sistemu jedinica jeste metar u sekundi ({\displaystyle {\frac {m}{s}}}). U saobraćaju se često koristi i jedinica brzine kilometar kroz čas ({\displaystyle {\frac {km}{h}}}), dok se brzina svemirskih brodova, raketa i nebeskih tela izražava u kilometrima u sekundi ({\displaystyle {\frac {km}{s}}}).

Instrument za merenje vrednosti brzine zove se brzinometar i ugrađuje se u automobile, avione, brodove i duga saobraćajna sredstva.

## Podela mehaničkog kretanja
Prema obliku putanje mehaničko kretanje može biti:
- pravolinijsko - putanja je prava linija;
- krivolinijsko - putanja je kriva linija;
- kružno - kružno kretanje je specijalan način krivolinijskog kretanja.

Prema stalnosti brzine tela, mehaničko kretanje se deli na:
- ravnomerno - brzina tela se ne menja u toku kretanja - ostaje ista;
- neravnomerno ili promenljivo - brzina tela se menja u toku kretanja (u toku vremena).

Ravnomerno pravolinijsko kretanje је najjednostavniji oblik ravnomernog kretanje tela po pravoj putanji, tada telo za iste vremenske intervale prelazi jednake dužine puta.

Neravnomerno (promenljivo) pravolinijsko kretanje је kretanje tela po pravoj putanji kada telo za iste vremenske intervale prelazi različite dužine puta. 

Neravnomerno (promenljivo) krivolinijsko kretanje je kretanje tela po krivoj putanji, tada telo za iste vremenske intervale prelazi različite dužine puta.

### Ravnomerno pravolinijsko kretanje
Vrednost brzine ravnomernog pravolinijskog ({\displaystyle v}) kretanja je jednaka količniku pređenog puta ({\displaystyle s}) i proteklog vremena ({\displaystyle t}). Iz te jednakosti dobijamo obrazac (formulu) za izračunavanje brzine ravnomernog pravolinijskog kretanja:
- {\displaystyle v={\frac {s}{t}}}

Pređeni put ravnomernog pravolinijskog kretanja je jednako proizvodu brzine kretanja tela i vremena za koje telo pređe dati put ili zapisano obrascem:
- {\displaystyle s={v\cdot t}}

Vreme ravnomernog pravolinijskog kretanja se dobije kada se pređeni put podeli sa brzinom kretanja tela ili zapisano formulom:
- {\displaystyle t={\frac {s}{v}}}

#### Relativnost kretanja
Kad se računa neka od fizičkih veličina koja opisuje ravnomerno pravolinijsko kretanje ({\displaystyle v},{\displaystyle s},{\displaystyle t}) najčešće se ne navodi nikakvo telo kao referentno, jer se podrazumeva da je to Zemlja i predmeti čvrsto vezani za nju. Brzina nekog tela može biti različita za različite posmatrače.

Ako se dva tela kreću duž istog puta brzinama {\displaystyle v_{1}} i {\displaystyle v_{2}}, onda je brzina jednog tela u odnosu na drugo:
1. ako se kreću u suprotnim smerovima, {\displaystyle v=v_{1}+v_{2}}, brzina je jednaka zbiru brzina oba tela;
2. ako se kreću u istom smeru, {\displaystyle v=\left|v_{1}-v_{2}\right|}, brzina je jednaka razlici brzina oba tela.

#### Slaganje brzina
Brzina je vektorska veličina, što znači da je određena intenzitetom, pravcem i smerom. Ako je dat i intenzitet (npr.:{\displaystyle 60{\frac {km}{h}}}) i pravac (npr.:Beograd - Niš) i smer (npr.: ka Nišu) onda se brzine (vektori) mogu sabirati.
 Na primer, brzina splava na reci u odnosu na Zemlju kao referentno telo je:
1. Ako brzine splava i reke imaju isti pravac i smer onda je ukupna brzina jednaka zbiru njihovih vektora: {\displaystyle v=v_{s}+v_{r}}, gde je {\displaystyle v_{s}} brzina splava, a {\displaystyle v_{r}} brzina reke.
2. Ako brzine splava i reke imaju isti pravac, a različit smer, onda je ukupna brzina jednaka razlici njihovih vektora: {\displaystyle v=\left|v_{s}-v_{r}\right|}, odnosno jednaka je razlici brzina splava i reke, ako je brzina splava veća ({\displaystyle v=v_{s}-v_{r},v_{s}>v_{r}}) ili razlici brzina reke i splava, ukoliko je brzina reke veća ({\displaystyle v=v_{r}-v_{s},v_{r}>v_{s}}).

#### Srednja brzina
Srednja brzina promenljivog kretanja je jednaka onoj brzini, kojom bi telo trebalo da se kreće ravnomerno pravolinijski pa da isti put pređe za isto vreme.
Srednja brzina tela jednaka je količniku ukupnog pređenog puta i ukupnog vremena za koje telo pređe taj put:
- {\displaystyle v_{sr}={\frac {s_{u}}{t_{u}}}}, gdje je:

1. {\displaystyle s_{u}} - ukupan pređeni put, jednak je zbiru svih pređenih dionica puta: {\displaystyle s_{u}=s_{1}+s_{2}+s_{3}}
2. {\displaystyle t_{u}} - ukupno vreme, jednako je zbiru svih vremenskih intervala: {\displaystyle t_{u}=t_{1}+t_{2}+t_{3}}

Ukoliko se telo kreće isto vreme u različitim dionicama, onda je srednja brzina jednaka aritmetičkoj sredini brzina na pojedinim dionicama:
- {\displaystyle v_{sr}={\frac {v_{1}+v_{2}+v_{3}}{3}}}, gde su {\displaystyle v_{1}}, {\displaystyle v_{2}} i {\displaystyle v_{3}} brzine na pojedinim dionicama koje su jednake količniku puta na toj dionici i vremenu za koje telo pređe put na toj dionici:
- {\displaystyle v_{1,2,3}={\frac {s_{1,2,3}}{t_{1,2,3}}}}

## Promenjivo pravolinijsko kretanje =
Ako je putanja promenljivog kretanja prava linija, onda je to promenljivo pravolinijsko kretanje.

#### Ravnomerno promenljivo pravolinijsko kretanje i ubrzanje
Kod mnogih kretanja brzina se menja tokom vremena. Ravnomerno promenljivo pravolinijsko kretanje je promenljivo kretanje kod koga se brzina ravnomerno menja (ubrzava ili usporava) i čija je putanja pravolinijska. Promena brzine tela uvek je izazvana delovanjem drugih tela.

##### Ubrzanje
Da bi se opisalo promenljivo kretanje u fizici se koristi veličina koja se naziva ubrzanje. Ubrzanje ili akceleracija (od italijanske reči acceleratio što znači ubrzanje) je vektorska veličina i obilježava se malim latiničnim slovom {\displaystyle a}. Ubrzanje se izračunava tako što se promena intenziteta brzine podeli vremenskim intervalom u kojem je ta promena nastala:
- {\displaystyle a={\frac {\Delta \,_{v}}{\Delta \,_{t}}}}, gde je {\displaystyle {\Delta \,_{v}}=v_{2}-v_{1}} promena intenziteta brzine, a {\displaystyle {\Delta \,_{t}}=t_{2}-t_{1}} vremenski interval.

Ubrzanje je brojno jednako promeni brzine u jedinici vremena:
- {\displaystyle a={\frac {v_{2}-v_{1}}{t_{2}-t_{1}}}}

Ukoliko vreme počne da se meri od početka kretanja onda je ubrzanje:
- {\displaystyle a={\frac {v-v_{0}}{t}}}, gde je {\displaystyle v_{0}} brzina na početku merenja vremena.

Ako tela polazi iz stanja mirovanja (bez početne brzine), onda može da se napiše:
- {\displaystyle a={\frac {v}{t}}}, gde je {\displaystyle v} brzina na kraju vremenskog intervala {\displaystyle t}.

Jedinica za ubrzanje je metar u sekundi za sekundu ({\displaystyle {\frac {\tfrac {m}{s}}{s}}}) ili metar u sekundi na kvadrat ({\displaystyle {\frac {m}{s^{2}}}}).

##### Ravnomerno promenljivo pravolinijsko kretanje
Kod ravnomerno promenljivog pravolinijskog kretanja brzina se za svaku sekundu menja za istu vrednost:
1. Ako se brzina ravnomerno uvećava - telo ubrzava - ravnomerno ubrzano kretanje (brzina i ubrzanje imaju isti pravac i isti smer);
2. Ako se brzina ravnomerno umanjuje - telo usporava - ravnomerno usporeno kretanje (brzina i ubrzanje imaju isti pravac, a suprotan smer, što znači da se brzina smanjuje).
Najvažnija karakteristika ravnomerno promenljivog pravolinijskog kretanja je da se ubrzanje ne menja u toku kretanja - {\displaystyle a=const}.

###### Trenutna brzina
Trenutna brzina je brzina tela u određenom trenutku.
- Trenutna brzina ravnomerno ubrzanog kretanja sa početnom brzinom:

Formula za ubrzanje je:

{\displaystyle a={\frac {\Delta \,_{v}}{\Delta \,_{t}}}}

Iz ove formule sledi da je promena brzine jednaka:

{\displaystyle \Delta \,_{v}={a}\cdot {\Delta \,_{t}}} - gde je promena brzine {\displaystyle {\Delta \,_{v}}=v-v_{0}}, a vremenski interval {\displaystyle {\Delta \,_{t}}=t-0=t}
Date formule uvrstimo u jednačinu za promenu brzine:

{\displaystyle v-v_{0}=at}
Tako dobijamo formulu za trenutnu brzinu:
{\displaystyle v=v_{0}+at}
- Trenutna brzina ravnomerno ubrzanog kretanja bez početne brzine:

Kada telo polazi iz mirovanja - početna brzina je jednaka nuli:

{\displaystyle v_{0}=0}
Početnu brzinu (koja je jednaka nuli) uvrstimo u formulu za trenutnu brzinu:

{\displaystyle v=0+at}
Tako dobijamo formulu za trenutnu brzinu, ako telo polazi iz stanja mirovanja:
{\displaystyle v=at}
- Trenutna brzina ravnomerno usporenog kretanja:

Kod ravnomerno usporenog kretanja brzina i ubrzanje imaju suprotan smer, pa se u toku kretanja brzina smanjuje - u formuli se ubrzanje uzima sa predznakom minus ({\displaystyle -}):
{\displaystyle v=v_{0}-at}

###### Srednja brzina
Srednja brzina je količnik ukupnog pređenog puta i ukupnog vremena kretanja:

{\displaystyle v_{sr}={\frac {s_{u}}{t_{u}}}}
Kod ravnomerno promenljivog pravolinijskog kretanja brzina se menja ravnomerno, pa se srednja brzina može izračunati prema formuli:

{\displaystyle v_{sr}={\frac {v_{0}+v}{2}}}
Kada u formulu za srednju brzinu uvrstimo formulu za trenutnu brzinu {\displaystyle v=v_{0}+at}, dobijamo:

{\displaystyle v_{sr}={\frac {v_{0}+v_{0}+at}{2}}}

{\displaystyle v_{sr}={\frac {2v_{0}+at}{2}}}
Iz ove jednačine dobijamo obrazac za srednju brzinu:

{\displaystyle v_{sr}=v_{0}+{\frac {at}{2}}}
- Put ravnomerno promenljivog pravolinijskog kretanja je jednak proizvodu srednje brzine i vremena:

{\displaystyle s=v_{sr}\cdot t}
Ako se u ovu formulu uvrsti prethodno dobijena formula za srednju brzinu, onda dobijamo:

{\displaystyle s=(v_{0}+{\frac {at}{2}})t}
Iz te jednačine dobijamo formulu za pređeni put sa početnom brzinom ({\displaystyle v_{0}}):

{\displaystyle s=v_{0}t+{\frac {at^{2}}{2}}}
Ako nema početne brzine ({\displaystyle v_{0}=0}), onda je put jednak:

{\displaystyle s={\frac {at^{2}}{2}}}
Ako je kretanje usporeno, tj. brzina i ubrzanje imaju isti pravac, a suprotan smer, onda je put jednak>

{\displaystyle s=v_{0}t-{\frac {at^{2}}{2}}}